# پشت‌شناگران
پشت‌شناگران (Notonectidae) خانواده‌ای از حشرات آبزی در راسته نیم‌بالان هستند.
پشت‌شناگران همگی از درندگان هستند و اندازه آن‌ها در حدود ۲ سانتی‌متر است. پشت آن‌ها خمیده و دارای رنگ روشن و فاقد نواربندی صلیبی‌شکل است.